# 10 Brygada Kawalerii
10 Brygada Kawalerii (10 BK) – wielka jednostka kawalerii Wojska Polskiego istniejąca w latach 1921–1939 (początkowo jako X Brygada Kawalerii). Pierwotnie istniała jako związek taktyczny kawalerii, powstały z połączenia kilku pułków kawaleryjskich oraz jednego dywizjonu artylerii konnej. W 1937 rozpoczęła się jej reorganizacja i przezbrojenie w „oddział pancerno-motorowy”. Na początku kampanii wrześniowej 1939 była jedyną wielką jednostką motorową Wojska Polskiego. Była też „jedyną polską wielką jednostką, która nie uległa rozbiciu lub rozproszeniu, ani też nie dostała się do niewoli”.
Dowodzona przez płk. Stanisława Maczka jednostka wzięła udział w walkach na południowym odcinku polskiej obrony, początkowo jako mobilny odwód Armii „Kraków”. Wysłana na front w rejon przełęczy beskidzkich, 3 września brygada stoczyła całodzienną bitwę pod Jordanowem. Mimo olbrzymiej przewagi niemieckiej, jednostkom 10. brygady w tej i kolejnych potyczkach udało się zadać im spore straty nie tracąc przy tym spójności bojowej. 7 września brygada została wycofana z frontu i skierowana do odwodu Armii „Małopolska” w rejon Rzeszowa.
Po utracie miasta jednostka przebiła się w rejonie Jarosławia przez linie niemieckie i dotarła w rejon Lwowa, gdzie w dniach 14–17 września uczestniczyła w obronie miasta. Po agresji ZSRR jednostka otrzymała rozkaz wyrwania się w kierunku na tzw. przedmoście rumuńskie, a następnie wobec postępów Armii Czerwonej – przekroczenia granicy z Węgrami. 19 września ok. 1,5 tysiąca żołnierzy brygady wraz z resztą ciężkiego sprzętu przekroczyło granicę na Przełęczy Tatarskiej i trafiło do obozów internowania.
Choć jednostka przestała istnieć, dużej grupie jej żołnierzy udało się wydostać z obozów internowania i przedostać do Francji, gdzie w 1940 brygadę odtworzono pod nazwą 10. Brygady Kawalerii Pancernej. W 1942 na jej podstawie sformowano w Wielkiej Brytanii 1 Dywizję Pancerną, która od 1944 do końca II wojny światowej walczyła na froncie zachodnim we Francji, Belgii, Holandii i w północnych Niemczech.

## Historia

### Okres przedwojenny

#### Początki brygady
Początki brygady sięgają 1921 roku. Wówczas, w garnizonie Przemyśl została sformowana X Brygada Jazdy. Nowo utworzona jednostka podlegała dowódcy Okręgu Korpusu Nr X w Przemyślu.
W 1924 roku brygada została przemianowana na X Brygadę Kawalerii i podporządkowana dowódcy 4 Dywizji Kawalerii. Doszło również do reorganizacji, w ramach której:
- 10 dywizjon artylerii konnej podporządkowany został dowódcy artylerii konnej 4 DK, płk. Antoniemu Heinrichowi.
- 24 pułk ułanów został włączony do nowo powstałej XVII Brygady Kawalerii
- 22 pułk ułanów został włączony do 6 Samodzielnej Brygady Kawalerii.
- W miejsce przeniesionych pułków brygada otrzymała 10 pułk strzelców konnych.

Po rozwiązaniu 4 DK w 1930 roku, brygada została usamodzielniona i przemianowana na 10 Brygadę Kawalerii.

#### Motoryzacja

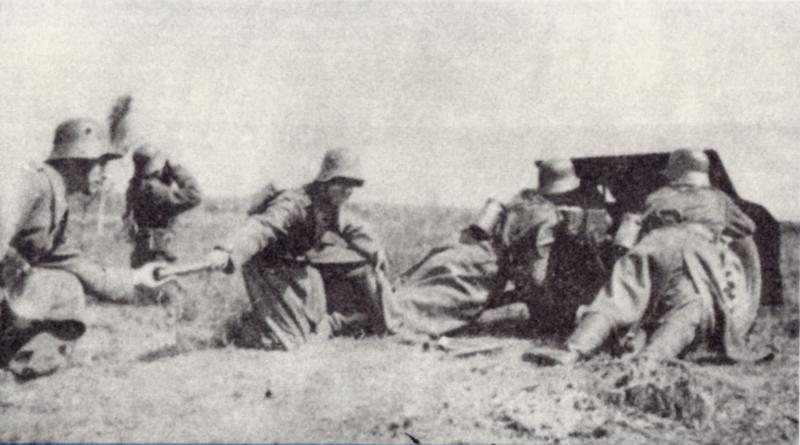
Armata przeciwpancerna wz. 36 z Dywizjonu Przeciwpancernego 10. Brygady Kawalerii Zmotoryzowanej. Strzelanie na obozie ćwiczebnym Dęba-Rozalin w roku 1938.

W II Rzeczypospolitej już w końcu lat 20. XX wieku dostrzegano konieczność przeformowania brygad kawalerii, niedostatecznie wyposażonych w broń przeciwpancerną, przeciwlotniczą i artyleryjską, w nowoczesne jednostki zmotoryzowane. Za krokiem tym przemawiały nie tylko względy taktyczne, ale także ekonomiczne: koszt utrzymania na stopie pokojowej brygady kawalerii wynosił przeciętnie 88 proc. kosztów utrzymania dywizji piechoty, a więc o wiele liczniejszego związku o znacznie większej sile ognia. Tymczasem brygady motorowe siłą mogły dorównywać dywizjom piechoty.
Już w 1923 roku generał broni Tadeusz Rozwadowski domagał się utworzenia oddziałów pancernych, zdolnych do samodzielnych działań. Trzy lata później generał brygady Edmund Kessler zaproponował utworzenie mieszanej brygady szybkiej. W 1929 ówczesny I wiceminister spraw wojskowych, generał dywizji Daniel Konarzewski wykazał, że koszty utrzymania brygad zmotoryzowanych byłyby niższe niż brygad kawalerii. W 1933 roku pułkownik Roman Saloni ponowił propozycję zorganizowania brygady pancerno-motorowej.

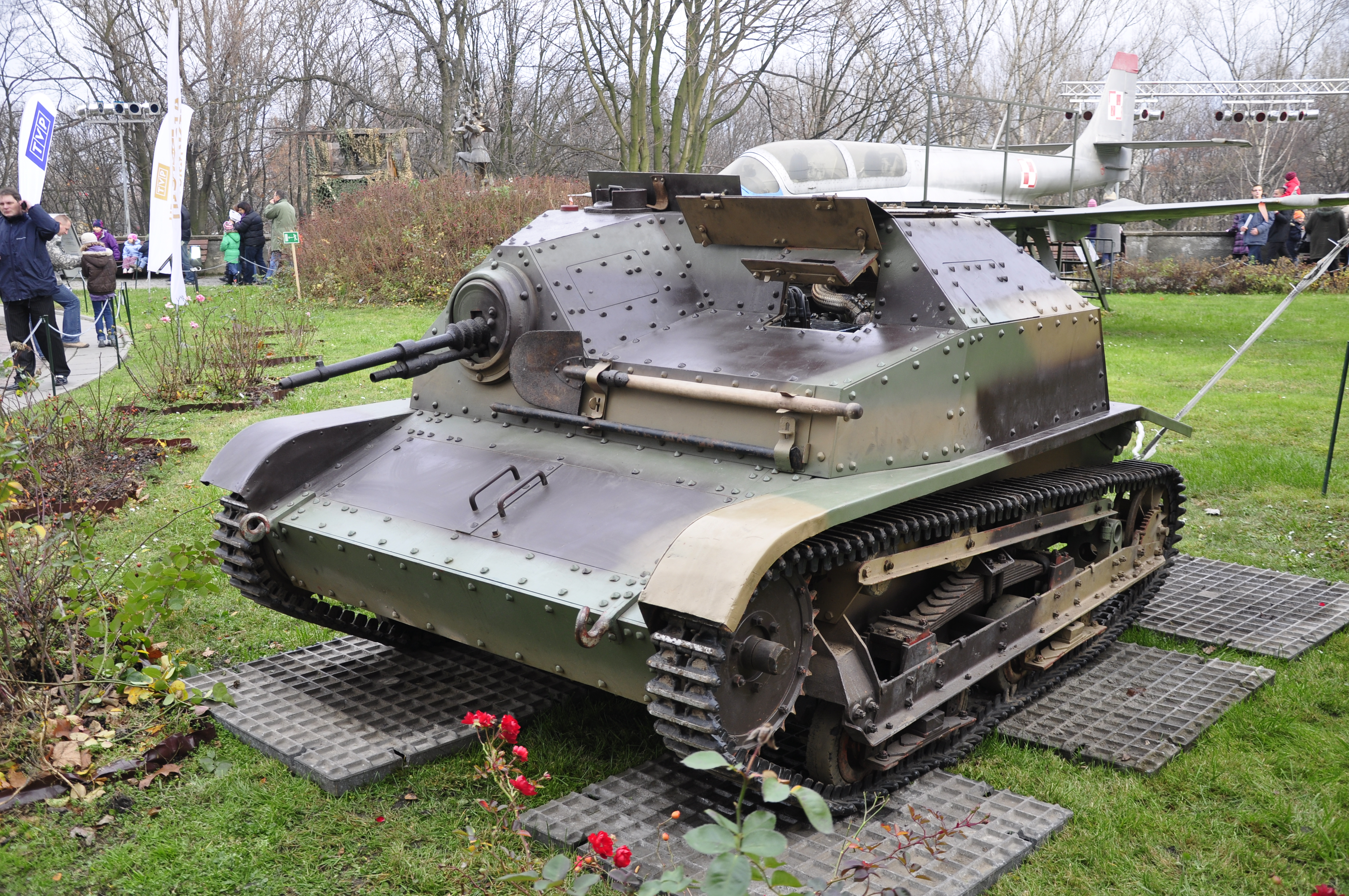
Tankietka TKS będąca na wyposażeniu brygady, eksponowana w Muzeum Wojska Polskiego w Warszawie

Motoryzacja i unowocześnienie jednostek przemieszczających się konno stanowiło jednak długotrwały i kosztowny proces. Oceniano, że koszt wystawienia i wyposażenia kompletnej dywizji pancernej na podobieństwo tych, które formowano w owym czasie w Niemczech czy ZSRR przekraczałby roczny budżet całego państwa. Ponadto państwo polskie nie posiadało rozwiniętej sieci utwardzonych dróg, a samochody traktowane były przez władze jako dobra luksusowe i obłożone wysokimi podatkami. Skutkiem tego w 1938 w Polsce zarejestrowane były zaledwie 34 324 samochody osobowe i ciężarowe (9,9 na 10 000 mieszkańców). Pod tym względem Polskę wyprzedzały nie tylko kraje wysoce zmotoryzowane, jak Stany Zjednoczone, Kanada, Australia, Nowa Zelandia, Wielka Brytania czy Francja (odpowiednio 2197, 1092, 1006, 1357, 476, 517 pojazdów na 10 000 mieszkańców), ale także kraje Europy Środkowej, jak Niemcy, Czechosłowacja czy Rumunia (odpowiednio 214, 71 i 12).
14 listopada 1936 roku ppłk dypl. Stanisław Sadowski opracował referat „Oddziały motorowo-pancerne”, w którym stwierdził: „istnienie jednostek pancerno-motorowych typu ciężkiego u obu sąsiadów już w okresie pokoju (dywizje pancerne w Niemczech i korpusy zmechanizowane w ZSRR) oraz intensywne studia prowadzone nad organizacją i użyciem tych związków każą się realnie liczyć z ich wystąpieniem na polu walki w czasie wojny (...) Aby przeciwstawić się działaniom jednostek pancerno-motorowych nieprzyjaciela, nasuwa się przede wszystkim myśl stworzenia analogicznych jednostek w Polsce. Rozwiązanie to jest w naszych warunkach niemożliwe (koszty, rozwój przemysłu) (...) W naszych warunkach nasuwa się nieodparcie konieczność tworzenia szybkich i lekkich oddziałów specjalnych, dla uzupełnienia środków walki z wielkimi jednostkami pancernymi nieprzyjaciela. Będą to oddziały motorowe, wyposażone w niezbędną broń pancerną i przeciwpancerną. Zadaniem głównym OM będzie współudział w walce przeciwko wielkim jednostkom pancerno-motorowym i zgrupowaniom broni pancernej przeciwnika (...) Oddziały pancerno-motorowe winny być jednostkami dyspozycyjnymi dowódcy armii, a do czasu niezbędnej ich rozbudowy ilościowej jako jednostki dyspozycyjne Naczelnego Wodza”.

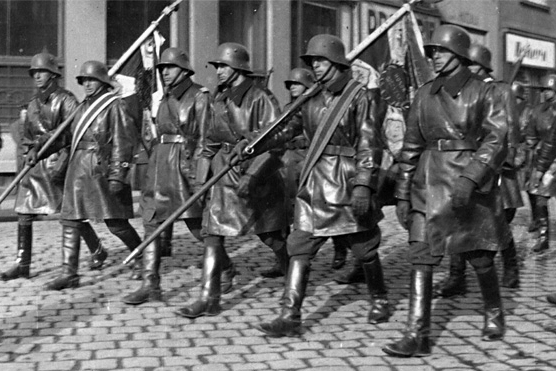
Typowe dla jednostek kawaleryjskich umundurowanie uzupełniała w jednostkach pancernych czarna skórzana kurtka do kolan, w jaką wyposażono oficerów, podoficerów i część żołnierzy. Na zdjęciu poczty sztandarowe 24 pułku ułanów i 10 pułku strzelców konnych podczas defilady w Rzeszowie.

W 1937 roku 10 Brygada Kawalerii uległa przeformowaniu w oddział pancerno-motorowy. Pomimo zmiany specjalizacji, jednostka zachowała dotychczasową nazwę i tradycję kawaleryjską. Ponadto:
- 20 pułk ułanów odszedł do Kresowej Brygady Kawalerii
- do składu brygady powrócił 24 pułk ułanów
- 10 dywizjon artylerii konnej został rozformowany. W zajmowanych przez niego koszarach sformowano szwadron łączności, pluton regulacji ruchu, dywizjon przeciwpancerny i dywizjon rozpoznawczy.

Dotychczasowy dowódca brygady, płk Wincenty Jasiewicz, mianowany został zastępcą dowódcy Nowogródzkiej BK, a na jego miejsce wyznaczony został płk dypl. Antoni Durski-Trzaska.
10 czerwca 1937 roku szef Departamentu Kawalerii MSWojsk, generał brygady Piotr Skuratowicz zatwierdził do użytku służbowego opracowanie podpułkownika dyplomowanego Kazimierza Dworaka zatytułowane „Użycie i działanie kawalerii zmotoryzowanej”. Praca ta w liczbie 60 egzemplarzy trafiła do 10 BK.

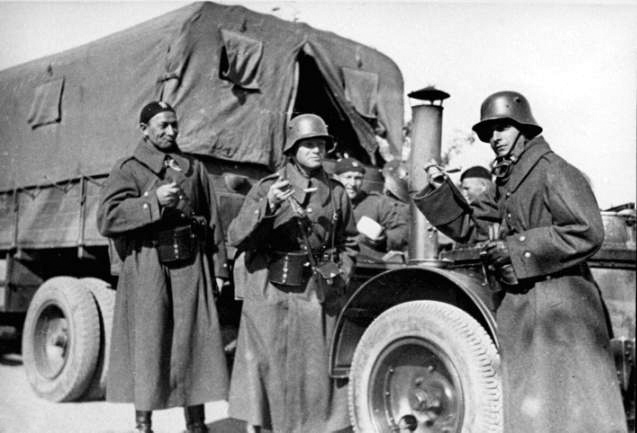
Większość jednostek Wojska Polskiego używała standardowych hełmów piechoty (hełm wz.31) lub kawalerii (Adrian wz. 15). Tymczasem żołnierzy 10 BK wyposażono w poniemieckie hełmy wz. 16 malowane na kolor khaki. W miejsce furażerek i rogatywek wprowadzono czarny beret sukienny. Na zdjęciu grupa żołnierzy brygady podczas odpoczynku przy kuchni polowej.

Mimo planów doposażenia jednostki w silny komponent pancerny na wzór jednostek szybkich Niemiec, Francji, Włoch, Wielkiej Brytanii czy ZSRR, ostatecznie zamiast planowanego batalionu czy nawet pułku pancernego 10 Brygada otrzymała na manewrach wsparcie w postaci dwóch kompanii czołgów lekkich i jednej czołgów rozpoznawczych. Podczas późniejszej mobilizacji liczbę czołgów lekkich ograniczono do jednej kompanii, jednostka nie otrzymała także oddziału samochodów pancernych, które mogłyby zostać wykorzystane do dalekiego zwiadu. Największą część wojsk brygady stanowiły oddziały piechoty zmotoryzowanej (45 proc.), podczas gdy na oddziały pancerne przypadało zaledwie 4,5 proc. stanu osobowego jednostki (dla niemieckich dywizji pancernych było to odpowiednio 25 i 30 proc.). Dodatkowo negatywnie na zgraniu jednostki odbijał się fakt, że jej pododdziały stacjonowały z dala od siebie w obrębie pięciu różnych Dowództw Okręgu Korpusu i na stopie pokojowej podlegały czterem różnym dowództwom i departamentom ministerialnym. Dopiero w 1939 roku 10 BK wyszła z gestii Departamentu Kawalerii M.S.Wojsk i została podporządkowana Dowództwu Broni Pancernych M.S.Wojsk.
W 1938 roku podczas wielkich manewrów wojskowych na Wołyniu zostały przećwiczone działania zaczepne z jej udziałem, ale wypadły niezbyt zachęcająco ze względu na słaby potencjał ofensywny jednostki.
W czerwcu 1938 roku nastąpiła kolejna istotna zmiana w organizacji obu pułków brygady. Otrzymały po jednym szwadronie rozpoznawczym, składające się z plutonu tankietek TK – TKS, plutonu ppanc., i plutonu motocyklistów. Niestety, tankietki w szwadronach rozpoznawczych pułków przydzielono tylko na wypadek ćwiczeń.
1 lipca 1938 roku został sformowany Dywizjon Rozpoznawczy 10 Brygady Kawalerii.

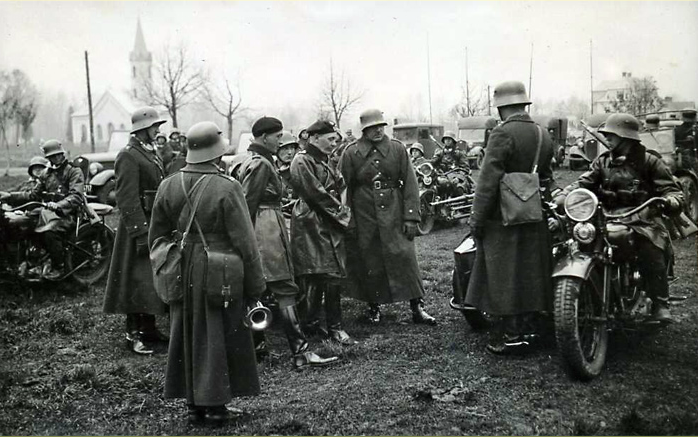
Stanisław Maczek wśród żołnierzy 10 Brygady Kawalerii podczas zajmowania Zaolzia w 1938 roku

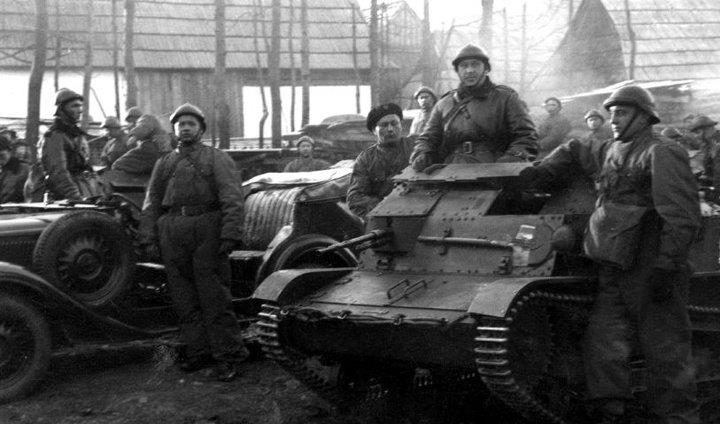
Załogi czołgów wyposażono w kombinezony robocze w kolorze khaki oraz czołgową odmianę hełmu Adriana (hełm wz. 15) ze skórzanymi ochraniaczami. Na zdjęciu żołnierze 10 Brygady podczas zajmowania Zaolzia.

20 września 1938 roku brygada została wprost z manewrów przetransportowana koleją na Śląsk Cieszyński i podporządkowana dowódcy SGO „Śląsk”, gen. bryg. Władysławowi Bortnowskiemu. SGO „Śląsk” miała być użyta, w zależności od potrzeb, albo do demonstracji siły, albo do działań zbrojnych. Gdy 2 października 1938 Wojsko Polskie przekroczyło Olzę, 10 BK pozostała w odwodzie. Pułkownik Dworak, dowódca 24 pułku ułanów, został mianowany dowódcą Oddziału Wydzielonego (OW) 10 BK, który miał za zadanie zajęcie ważnego węzła komunikacyjnego – Bogumina. Wyjazd OW nastąpił 8 października, a węzeł zdobyto następnego dnia. Niemcy byli zaskoczeni tym manewrem. 16 października brygada została cofnięta do Bielska, gdzie stanowiła odwód SGO „Śląsk”.

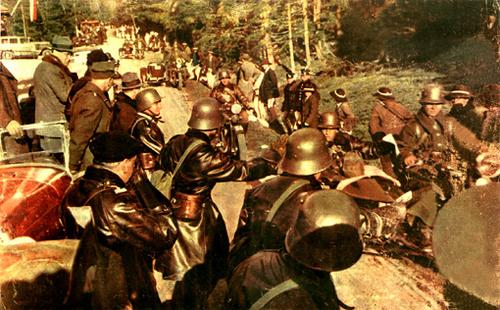
10 BK podczas zajmowania Jaworzyny Spiskiej, listopad 1938

31 października 1938 dowództwo brygady objął pułkownik dyplomowany Stanisław Maczek, dotychczasowy dowódca piechoty dywizyjnej 7 Dywizji Piechoty w Częstochowie, a w czasie wojny z bolszewikami dowódca batalionu szturmowego 1 Dywizji Jazdy.
Pułkownik Maczek nie wywodził się jednak z Legionów Polskich i jako takiemu brakowało mu poparcia politycznego w kręgach Sanacji. John McGilvray sugeruje wręcz, że przyznanie dowództwa nad brygadą Maczkowi było w istocie próbą odsunięcia niewygodnego oficera na boczny tor.
Pułkownik dyplomowany Roman Saloni w piśmie do Biura Rejestracyjnego Ministerstwa Spraw Wojskowych z 2 maja 1940 roku napisał „wiem, że pan Szef Sztabu był przeciwny kawaleryjskim tendencją panującym w 10 BK (konie wierzchowe dla oficerów, noszenie ostróg). Chciał w niej mieć raczej piechotę zmotoryzowaną, solidniejszą w walce. Staraniom pana Szefa Sztabu, zdaje mi się, należy przypisać oddanie Dowództwa 10 BK oficerowi piechoty, ppłk. Maczkowi, z osobą którego łączono nadzieje, że postawi wysoko jej bojową wartość”.
W ramach mobilizacji alarmowej wynikającej z planu mobilizacyjnego „W” brygada została uzupełniona rezerwistami powołanymi na ćwiczenia już w pierwszym rzucie, między 15 a 23 marca 1939. Naczelny Wódz skierował ją w rejon Rzeszowa, gdzie otrzymała zadanie osłony mobilizacji głównych sił Wojska Polskiego. W planie operacyjnym „Zachód” z marca 1939 brygada była przeznaczona dla odwodowej Armii „Warszawa” (późniejszej Armii „Prusy”) z rejonem koncentracji w Łowiczu.
W połowie sierpnia rozkazem Ministra Spraw Wojskowych Brygada została wysłana w rejon Krakowa, gdzie – wraz z 11 i 45 Dywizją Piechoty – stworzyła główny odwód Armii „Kraków”. Brygada dotarła w rejon Krakowa rankiem 15 sierpnia i została rozlokowana na zachód od miasta, po obu stronach Wisły, w rejonie Bronowic, Woli Justowskiej (miejsce postoju dowództwa brygady), Liszek i Skawiny.
Niemal do samego wybuchu wojny trwało szkolenie żołnierzy, w tym także rezerwistów powołanych pod broń w sierpniu. Organizowano próbne alarmy przeciwlotnicze i praca nad zgrywaniem poszczególnych pododdziałów brygady, a także kompletowanie brakujących sortów mundurowych, amunicji czy samochodów ciężarowych. Sam płk Maczek prowadził w tym czasie rozpoznanie rejonów, w których możliwe było przyszłe użycie brygady, a także rozmowy z dowódcami stacjonujących tam oddziałów.

Oto jednostka defensywna o szybkości straży pożarnej, tyle, by na czas zlokalizować pożar to tu, to tam. Brygada w tej koncepcji była raczej próbą defensywnej odpowiedzi na grozę jednostek szybkich – dywizji pancernych nieprzyjaciela. Próbą, gdyż stosunek góry wojskowej był wciąż jak do eksperymentu

Była to jednostka o bardzo skromnych rozmiarach, przedstawiająca równowartość dwóch dobrych batalionów, silnie wyposażonych w broń ppanc. i maszynową, minimalnie – w czołgi. Charakterystyczną cechą brygady było jej przywiązanie do dróg, a to w związku z tym, że wszystkie jej pojazdy były pojazdami kołowymi a nie terenowymi. Tak więc 10 BK – ze względu na swoją strukturę organizacyjną i wyposażenie – przedstawiała znaczną wartość w walce obronnej. Dysponowała natomiast bardzo znikomą siłą uderzeniową wskutek braku czołgów i artylerii

### Udział w kampanii wrześniowej

#### Walki w Beskidach

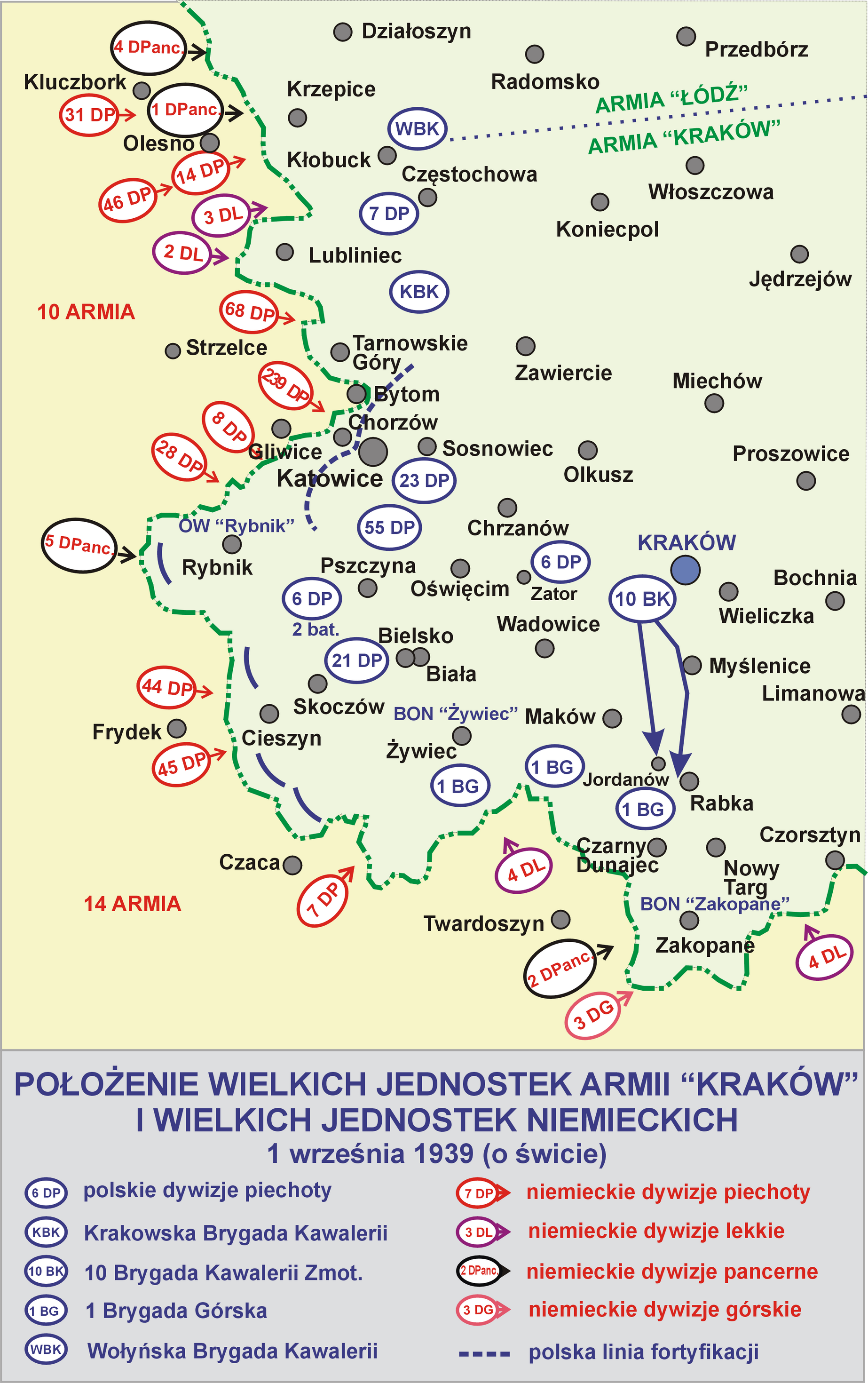

Jeszcze przed szóstą rano 1 września brygada została postawiona w stan alarmu. Już w pierwszych godzinach natarcia niemieckiego stało się jasne, że siły Armii Kraków są atakowane na całym froncie przez nie mniej niż 10 bądź 11 niemieckich dywizji, w tym dwie pancerne i jedną zmotoryzowaną. Największe zagrożenie dla armii stanowiło silne niemieckie zgrupowanie pancerne uderzające od strony słowackich Tatr w kierunku Jordanowa i Chabówki, którego przełamanie słabych pozycji obronnych obsadzonych jedynie przez 1 pułk piechoty KOP groziło wyjściem nieprzyjaciela na tyły wojsk polskich i zdobyciem przez niego Krakowa.
Wobec zaistniałej sytuacji gen. Szylling zdecydował ok. 8:00 o użyciu 10 BK właśnie na tym odcinku, bez pytania o zgodę naczelnego dowództwa. Półtorej godziny później brygada dostała rozkaz jak najszybszego zamknięcia nieprzyjacielowi wyjścia z doliny Czarnego Dunajca i zatrzymania wojsk niemieckich przed Myślenicami i Dobczycami, aby nie dopuścić do ich wyjścia z wąwozów górskich. Pod jej dowództwo został oddany 1 pułk piechoty KOP z 1 Brygady Górskiej oraz 12 pułk piechoty. Brygada około południa wyruszyła z miejsc postoju na południe, a do wieczora wszystkie jej siły znalazły się na pozycjach 1 pułku piechoty KOP pod Jordanowem i Chabówką. Płk Maczek obsadził najważniejszą pozycję, Wzgórze Wysoka oraz Górę Ludwiki przed Jordanowem siłami 24 pułku ułanów, wspartym przez kompanię szkolną 1 pułku, dywizjon przeciwpancerny oraz 16 dywizjon artylerii motorowej i pociąg pancerny nr 51, reszta brygady pozostała w drugim rzucie i w odwodach, w rejonie Krzeczowa, Lubnia i Suchej.
Jeszcze tego samego wieczora wojska polskie odparły z ciężkimi stratami pierwsze uderzenie niemieckiego XXII Korpusu. Płk Maczek zarządził nocne uderzenie na niemiecki oddział pancerny w Spytkowicach, jednak nie przyniósł on większych efektów poza zdobyciem jeńców i książki kodowej niemieckiej 2 Dywizji Pancernej.
2 września zacięte walki z niemiecką 2 Dywizją Pancerną toczył o wzgórze Wysoka 24 pułk ułanów i szwadron przeciwpancerny. Po południu Niemcom za cenę dużych strat w wyniku polskich kontrataków udało się zdobyć wzgórze. Pod Chabówką 1 pułk KOP zatrzymał niemiecką 4 Dywizję Lekką. Brygada wykonała swoje zadanie, zatrzymując cały niemiecki XXII Korpus Armijny i zadając mu duże straty (zniszczenie ok. 50 czołgów). Jednak już wieczorem 2 września stało się jasne, że postępy wojsk niemieckich na innych odcinkach polskiej obrony, zwłaszcza w rejonie Nowego Targu, czynią dalszy bój pod Jordanowem bezcelowym. Dlatego w nocy z 2 na 3 września brygada wycofała się na północ od doliny Skawy, zamykając przejścia do Krzeczowa, Łętowni i Zarytego. Ruch ten współgrał z odwrotem wszystkich niemal wojsk armii, zarządzonym przez gen. Szyllinga na ten dzień.
3 września toczyła całodniowy bój w rejonie Krzeczowa i Mszany Dolnej. Mimo ponawianych od samego rana ataków pancernych, wspartych bombardowaniem artyleryjskim i lotniczym, siły brygady wytrwały na stanowiskach. Po południu lewe skrzydło 10 pułku strzelców konnych zaatakowały duże siły Niemców, na które z kolei spod Krzeczowa uderzyła 121 kompania Vickersów, co pozwoliło zlikwidować włamanie. Do wieczora położenie brygady znacznie się jednak skomplikowało: niemiecki 3 pułk pancerny zagroził okrążeniem polskich pozycji od strony Łętowni, gros 2 Dywizji Pancernej ponawiała ataki na Krzeczów, a 4 Dywizja Lekka wraz z oddziałami piechoty górskiej spychała 1 pułk KOP w kierunku Mszany, którą wojska polskie utrzymały z najwyższym trudem i za cenę ogromnych strat. W tej sytuacji rozkaz dowódcy armii na kolejny dzień przewidywał możliwość wycofania 10 Brygady, o ile tylko zdoła osłonić resztę wycofujących się za Wisłę i Dunajec wojsk polskich od południa i zamknąć kierunek na Dobczyce i Myślenice. Formalnie „zgrupowanie płk. Maczka” podporządkowano tego dnia Grupie Operacyjnej „Boruta”, jednak w praktyce gen. Mieczysław Boruta-Spiechowicz początkowo nie miał możliwości nawiązania kontaktu z płk. Maczkiem.
Nocą z 3 na 4 września płk Maczek przygotował jednak plan przeciwnatarcia mającego odciążyć atakowany 1 pułk KOP, a jednocześnie zadać nieprzyjacielowi poważne straty. W tym celu kierunek przez Pcim na Myślenice pozostawił obsadzony jedynie niewielkimi siłami, natomiast gros sił brygady przesunął transportem kołowym naokoło Pasma Glichowca. Wykorzystując swoją mobilność brygada przez Myślenice i Dobczyce dotarła w rejon Kasiny Wielkiej, gdzie po 60-kilometrowym marszu zajęła pozycje do przeciwnatarcia na pasma wzgórz otaczające tę wieś. Nim jednak atak się rozpoczął, w nocnym natarciu 4 Dywizja Lekka wyparła 1 pułk piechoty KOP z Mszany Dolnej w kierunku Kasiny i Woli Skrzydlańskiej.
O świcie zaczęła się niezwykle zacięta walka o wzgórza wokół Kasiny. Walki, ze zmiennym szczęściem, toczyły się do zapadnięcia zmroku. Poranne natarcie wzmocnionego dwiema kompaniami czołgów 24 pułku ułanów zaskoczyło Niemców szykujących się do ataku na pozycje pokonanego, jak przypuszczali, przeciwnika. Udało się wyprzeć ich ze wzgórz na południowy zachód od Kasiny, a następnie z grzbietu górskiego na północny wschód od Mszany Dolnej. Po początkowym odwrocie wkrótce 4 Dywizja Lekka przeszła do kontrataku: pierwsze natarcie na polskie pozycje odparto, jednak kolejne, wsparte huraganowym ogniem artylerii i znaczną ilością czołgów, wypchnęło siły 24 pułku z powrotem na pozycje wyjściowe na północ od Kasiny Wielkiej. Pozycję tę udało się utrzymać do końca dnia, jednak 4 Dywizja Lekka uzyskała ostatecznie możliwość wyjścia z dolin górskich w kierunku na Tymbark stanowiący strategicznie ważne miejsce styku pomiędzy armiami „Kraków” i „Karpaty”. Udało się jednak powstrzymać jej marsz o kolejny dzień, co miało kluczowe znaczenie dla dalszych losów armii „Kraków”, której większość sił znajdowała się wciąż na wysokości Krakowa. Tego dnia stracono 2 czołgi typu Vickers E i kilka tankietek typu TKS.

#### Walki wokół Myślenic
Choć dotychczas siły brygady wykorzystywane były przez dowódcę armii do opóźniania postępów niemieckich w dolinach Beskidów, kwadrans przed północą 3 września marszałek Edward Śmigły-Rydz rozkazał gen. Szyllingowi wycofanie jej do Tarnowa „gdy tylko położenie na to pozwoli”. Zgodnie z planem Naczelnego Wodza brygada miała tam stworzyć obsadę linii Dunajca wraz z odtworzoną po bitwie pod Pszczyną 6 Dywizją Piechoty i 21 Dywizją Piechoty Górskiej. Jako że nowy rozkaz był w sprzeczności z rozkazem Naczelnego Wodza z dnia poprzedniego, a rozkazy na kolejne dni zostały już wydane, gen. Szylling zignorował go. Ostatecznie nakazał Grupie Operacyjnej „Boruta” uporczywą obronę linii Skawina – Myślenice – Kasina Wielka, w celu uniemożliwienia nieprzyjacielowi wyjścia na tyły linii obronnych zaplanowanych na Dunajcu. Następnie wojska grupy, a wraz z nimi 10 Brygada Kawalerii, miały przejść za Dunajec, pod rozkazy Armii „Karpaty” gen. Kazimierza Fabrycego. Brygada płk. Maczka miała stać się głównym odwodem armii.
Jeszcze 4 września gen. Boruta-Spiechowicz przekazał pod rozkazy płk. Maczka dodatkowe siły: kombinowany 156 pułk piechoty, 5 pułk artylerii ciężkiej oraz II batalion 2 pułku piechoty KOP (dawny batalion KOP „Wilejka”). W praktyce jednak jedynie ostatnia z wymienionych jednostek osiągnęła zdolność bojową. Rozkazał także dalsze osłanianie armii od południa, bowiem od wypełnienia zadań postawionych przed 10 Brygadą zależał los wszystkich podległych mu jednostek. Zgodnie z rozkazami płk. Maczka kolejnego dnia 24 pułk ułanów nadal miał opóźniać postępy 4 Dywizji Lekkiej, natomiast na kierunku myślenickim II baon 2 pp KOP miał wykonać wypad do doliny Raby w rejonie Pcimia, a w tym samym czasie siły 10 pułku strzelców konnych miały uderzyć na sam Pcim od północy. Pozostałe siły brygady miały ubezpieczać tę akcję trzymając rygiel obrony w trójkącie Myślenice – Wiśniowa – Skrzydlna.
Poranne natarcie 10 pułku strzelców konnych odrzuciło straż przednią 2 Dywizji Pancernej poza Pcim, jednak już około 9:00 siły dywizji przeszły do kontrataku w kierunku Myślenic, a w boju wsparły je pododdziały 3 Dywizji Górskiej posuwające się wzgórzami po obu stronach Raby. 10 pułk został zmuszony do wycofania się w rejon Stróży. Jednocześnie napór niemieckiej 7 Dywizji Piechoty zagrażał Myślenicom od strony Sułkowic; w ciężkiej sytuacji znalazły się również siły Brygady osłaniające pozostałe kierunki, a także siły całej Grupy Operacyjnej „Boruta”, naciskanej od zachodu przez cztery niemieckie dywizje piechoty. Wszystkie siły pod dowództwem płk. Maczka toczyły do wieczora ciężkie walki na całej długości frontu. Ostatecznie w wyniku koncentrycznego natarcia Niemcy zdobyli Pcim, a broniące go 12 pp, 2 pp KOP i 10 psk zmuszone zostały do odwrotu, ponosząc przy tym dotkliwe straty.
2 Dywizja Pancerna kontynuowała natarcie na Dobczyce, zagrażając zdobyciem Wieliczki, co w praktyce oznaczałoby okrążenie sił 10 Brygady Kawalerii od północy, południa i zachodu; elementy 4 Dywizji Lekkiej zdołały częściowo obejść siły brygady od wschodu. Po pięciu dniach uporczywej obrony przełęczy górskich 10 Brygada Kawalerii została zmuszona do odwrotu w kierunku Nowego Wiśnicza. Wraz z całą grupą operacyjną jej siły odskoczyły nocą na linię Niepołomice – Kłaj – Bochnia. Mimo olbrzymiej przewagi Wehrmachtu, który na kierunek grupy gen. Boruty-Spiechowicza rzucił dwie dywizje pancerne i cztery dywizje piechoty oraz dużą liczbę samolotów bombowych, siły Brygady wraz z przydzielonymi jej jednostkami zdołały osłonić południowe skrzydło Armii „Kraków”, co pozwoliło na wycofanie dużej części jej sił dalej na wschód. Mimo skutecznej obrony i zachowania przez Brygadę zdolności bojowej, w kolejnych dniach nadal istniało ryzyko odcięcia południowego zgrupowania armii od reszty polskich sił i ich unicestwienia; 5 września zakończył się jednak pierwszy etap obrony, zwany w polskiej historiografii bitwą graniczną.

#### W odwrocie na wschód
Postępy Niemców pod Myślenicami zmusiły Brygadę do odwrotu w kierunku Nowego Wiśnicza. 6 września pod Nowym Wiśniczem i Bochnią Brygada walczyła z niemieckimi oddziałami 2 Dywizji Pancernej i 4 Dywizji Lekkiej. Obie miejscowości musiała jednak opuścić.
7 września osłaniała odwrót 6 Dywizji Piechoty i 21 Dywizji Piechoty Górskiej. Następnie otrzymała rozkaz przejścia do odwodu Armii „Małopolska”. W chwili przejścia brygady do odwodu jej straty w sprzęcie i ludziach oceniano na 40 – 50 procent stanów wyjściowych. 8 września siły jednostki znajdowały się w rejonie Mielca. Dostała wówczas rozkaz przejścia do odwodu w rejon Rzeszowa i osłony odwrotu 24 Dywizji Piechoty na kierunku Dębica – Jarosław. Tego samego dnia, po walkach z niemiecką 2 Dywizją Pancerną, Brygada oddała Rzeszów i wycofała się pod Łańcut. 9 września pod Łańcutem odrzuciła pierwsze natarcie niemieckie. Pod Albigową Niemcy przełamali jednak skrzydło polskiej obrony i dopiero kontratak kompanii TKS i dywizjonu rozpoznawczego ich odrzucił. Późnym wieczorem, wobec groźby okrążenia, Brygada opuściła Łańcut i przeszła za San w rejon miejscowości Makowisko – Ryszkowa Wola. 10 września walczyła w rejonie Jarosławia. Po przeprawieniu się niemieckich oddziałów zmotoryzowanych przez San pod Radymnem Brygada początkowo odrzuciła niemieckie wojska na pozycje wyjściowe, jednak ostatecznie otrzymała rozkaz wycofania się przez Krakowiec na Lwów pod groźbą oskrzydlenia przez wojska niemieckie, które przeprawiły się przez rzekę dalej na południe. W ciągłym kontakcie z nieprzyjacielem brygada cofała się nocą, za dnia tocząc walki opóźniające, m.in. 12 września przez cały dzień walczyła w rejonie Niemirowa i Jaworowa, po czym wieczorem odskoczyła w Lasy Janowskie. Tam brygada zostawiła niewielki oddział wydzielony w sile jednego dywizjonu z 10 psk wzmocnionego baterią dział przeciwpancernych, a resztą sił skierowała się w kierunku Żółkwi z zadaniem osłony Lwowa od północy, w szczególności z kierunku Rawy Ruskiej i Krechowa. Do tego momentu płk Maczek oceniał straty swojej jednostki na 70 proc. sprzętu i 60 proc. siły żywej.
Po drodze w Żółkwi do brygady dołączyły jednak szwadrony, które oderwały się od jednostki podczas walk wokół Łańcuta i dogoniły ją 13 września okrężną drogą przez Biłgoraj, Tomaszów, Bełz i Mosty Wielkie. Kilka dni wcześniej Wódz Naczelny obiecał dowódcy nowo utworzonego Frontu Południowego gen. Kazimierzowi Sosnkowskiemu w rozmowie juzowej przydział czołgów dla brygady, która miała zostać wzmocniona trzymanym dotąd w odwodzie przez Naczelnego Wodza 12 batalionem pancernym (przemianowanym w toku mobilizacji na 21 batalion czołgów lekkich), jednak ostatecznie uzupełnienia w postaci czołgów Renault R-35 nigdy nie nadeszły. Sam Sosnkowski planował wykorzystać część brygady do przebicia się wraz z nią do Przemyśla, jednak po naradzie z płk. Maczkiem odstąpił od tego zamiaru, bowiem brygada wymagała pilnych uzupełnień, odpoczynku i dostawy materiałów pędnych. Ostatecznie skierował więc brygadę na przedpola Lwowa, skąd miała wyjść mu na spotkanie gdy będzie przebijał się do miasta z wojskami, jakie planował przyprowadzić z Przemyśla i okolic. Rozkaz ten powtórzył Maczkowi również gen. Władysław Langner, dowódca obrony Lwowa, podczas narady w Dowództwie Okręgu Korpusu wieczorem 12 września. Langner wzmocnił także brygadę luźnymi jednostkami operującymi na północ od Kanału Rządowego.
14 i 15 września oddziały brygady pozostawały przeważnie bez styczności z nieprzyjacielem, po raz pierwszy od dwóch tygodni zyskały czas na odpoczynek i uzupełnienie amunicji i paliwa. Poszczególne jednostki brygady zajęły pozycje w samej Żółkwi, jak również w okolicznych miejscowościach (m.in. w Kulikowie, Soposzynie, Smerekach, Jaryczowie Nowym i Starym), a w Krechowie i Dobrosinie wydzielone oddziały urządziły zasadzki na nadciągające wojska niemieckiej 4 Dywizji Lekkiej. Tam też do brygady na powrót dołączyły kolejne jednostki, które zagubiły się w chaosie walk na linii Sanu i odwrotu spod Kolbuszowej, m.in. część taborów i szwadron czołgów rozpoznawczych TKF.

#### Walki w obronie Lwowa
Wieczorem 13 września sztab brygady otrzymał meldunek o zajęciu przez Niemców Zboisk i okolicznych wzgórz górujących nad lwowskimi przedmieściami i drogą do Żółkwi. Tym samym brygada została odcięta od pozostałych polskich wojsk organizujących obronę miasta, dlatego zadanie odbicia Zboisk z rąk niemieckich zostało uznane za priorytet. Pierwsze natarcie na miejscowość i górujące nad nią wzgórze 324 rozpoczęło się ok. 14:00 14 września, jednak załamało się w ogniu obrony niemieckiej. Wobec niepowodzenia płk. Maczek zarządził ponowienie ataku, tym razem nocą i z użyciem większych sił. Natarcie rozpoczęło się ok. 2:00 15 września i z zaskoczenia zdobył Zboiska, jednak opanowanie strategicznego wzgórza nie powiodło się. Po całodziennej bitwie wojska polskie zostały zmuszone do odwrotu na pozycje wyjściowe, utracono również zdobytą nad ranem miejscowość. W walkach po stronie polskiej poległo kilku oficerów i 50 – 60 szeregowych, ranny został również dowodzący atakiem ppłk. Zygmunt Moszczeński, udało się jednak rozpoznać bojem siły i ugrupowanie przeciwnika, którym okazała się 1 Dywizja Górska.
W zaistniałej sytuacji płk Maczek zdecydował o ponowieniu natarcia kolejnego dnia, tym razem z użyciem całości dostępnych sił. Nad ranem 16 września 10 psk wzmocniony kompanią kolarz 11 DP z Grupy „Żółkiew” i szwadronem ppanc zaatakował Zboiska i wzgórze 324, z kolei 24 pułk ułanów wzmocniony szwadronem przeciwpancernym wyruszył przez grzbiet Michałowszczyzna w celu ataku pozycji niemieckich na wzgórzu od północy, a grupa kawaleryjska rtm. Murasika zaatakowała wzgórze od tyłu, przedostawszy się przez linie niemieckie w Lasach Brzuchowickich. Całość natarcia wspierała cała dostępna artyleria (trzy baterie) oraz 15 zdatnych jeszcze do użycia tankietek TKS. W toku natarcia ponownie udało się opanować Zboiska, okazało się także, że niemieccy strzelcy górscy nie dysponują bronią przeciwpancerną, dzięki czemu tankietki zadały im spore straty. Wprawdzie strategicznie położonych wzgórz nie udało się opanować z marszu, ale zostały one odcięte. Po południu niemieckie samoloty transportowe próbowały z niewielkiej wysokości zrzucać zasobniki z amunicją, żywnością i lekami dla okrążonych strzelców górskich, jednak duża ich część wpadła w ręce polskie. W toku ciężkich walk żołnierzom brygady udało się utrzymać Zboiska i zdobyć grzbiet Michałowszczyzna, sam tylko 24 pułk ułanów stracił jednak ośmiu oficerów i stu szeregowych, ciężko ranny został także dowódca 10 psk, ppłk Janusz Bokszczanin.
Mimo że do brygady nie dotarło planowane wsparcie w postaci obiecanego jej 21. batalionu czołgów lekkich, a siły polskie broniące Lwowa nie mogły jej udzielić żadnego wsparcia, płk Maczek zdecydował o kontynuowaniu natarcia. Od wziętych do niewoli jeńców dowiedział się, że sytuacja okrążonych strzelców 1 Dywizji Górskiej jest tragiczna, brakuje im żywności i amunicji, ponieśli też ogromne straty w dwóch poprzednich natarciach. Trzeci z kolei atak rozpoczął się o 5:00 17 września i wzięły w nim udział wszystkie siły, jakimi rozporządzał płk Maczek, z wyjątkiem trzymanego w odwodzie batalionu saperów brygady i niewielkiego oddziału wydzielonego pozostawionego w Żółkwi dla osłony na wypadek natarcia zbliżającej się 2 Dywizji Pancernej. Równolegle na tyły wojsk niemieckich w rejonie Hołoska Wielkiego uderzyły siły rtm. Murasika, co dodatkowo pogłębiło chaos w szeregach niemieckich. Ostatecznie 17 września ok. godziny 16 Wzgórze 324 zostało opanowane, za cenę znacznych strat. Łączne straty brygady w trzydniowych bojach o Zboiska i górujące nad nim wzgórza przekroczyły 300 zabitych, rannych i zaginionych.
Jednak wkrótce potem dowódca obrony Lwowa, gen. Władysław Langner zarządził zluzowanie brygady z nowo zdobytych pozycji przez piechotę i przesunięcie jej na tyły, w rejon Jaryczowa Nowego, a na wieczornej naradzie poinformował płk. Maczka i jego sztab o wkroczeniu wojsk ZSRR do Polski. Rozkazał jej odejście spod Lwowa i przejście za Dniestr na tzw. przedmoście rumuńskie, w rejon Halicza. Brygada wyruszyła spod Lwowa jeszcze przed północą tego samego dnia, a przed świtem 18 września dotarła przez Kurowice i Przemyślany do Halicza. Tam już czekał na płk. Maczka oficer łącznikowy z Naczelnego Dowództwa, który nakazał kontynuowanie marszu w stronę Stanisławowa. Tam płk Ludwik Rudka przekazał dowództwu brygady rozkaz szefa Sztabu Naczelnego Wodza gen. Wacława Stachiewicza, zgodnie z którym brygada wraz z całym sprzętem miała przekroczyć granicę węgierską.

#### Ewakuacja na Węgry i dalsze losy

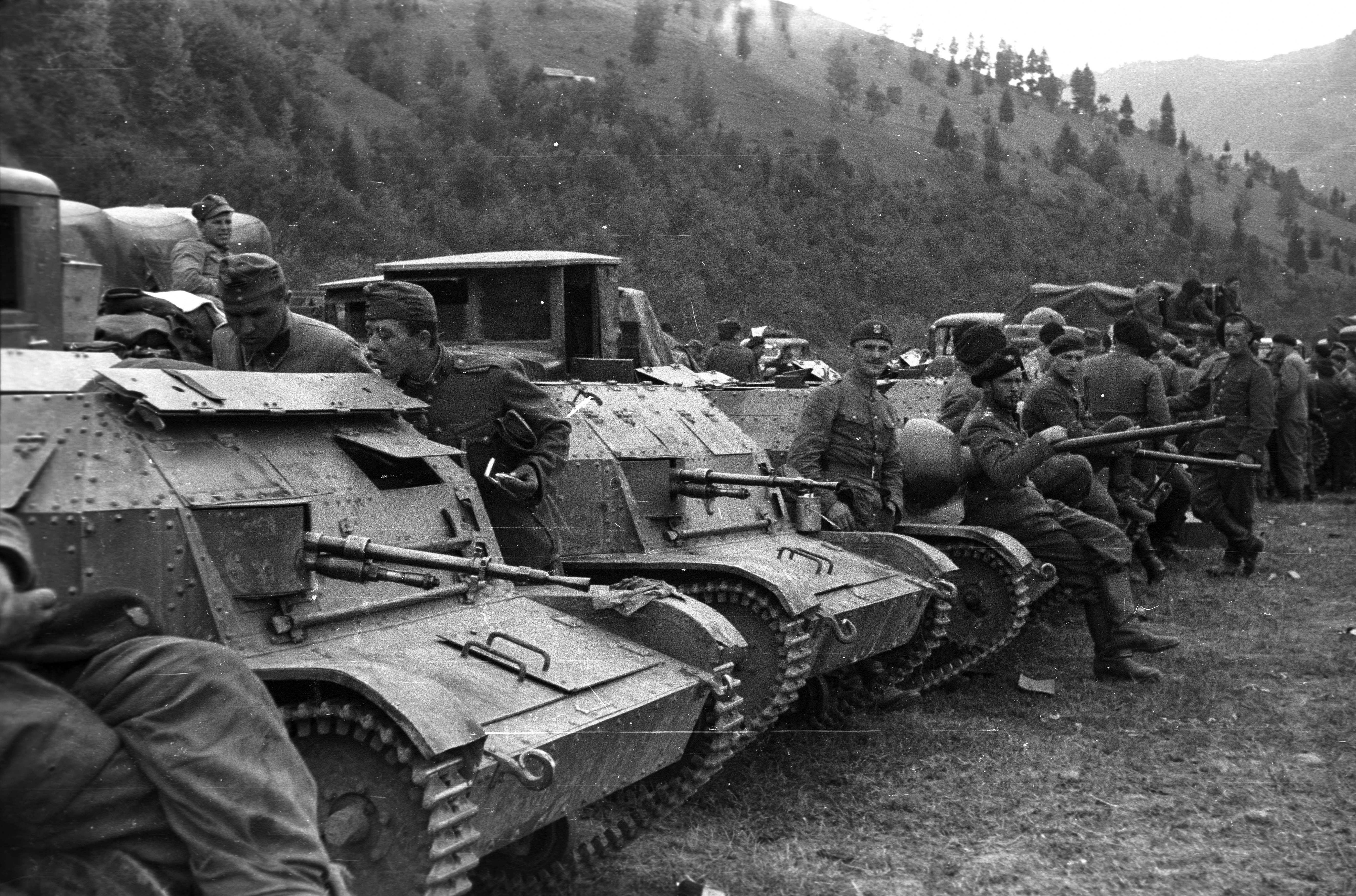
Polscy pancerniacy po przegranej kampanii wrześniowej internowani na Węgrzech w 1939. Widoczne dwie tankietki TKF oraz dwie TK-3 z działkiem 20 mm.

Mimo trzech tygodni ciągłych walk opóźniających, kontrataków i odwrotów, brygada wciąż zachowywała większość swojej siły bojowej. Wieczorem 18 września pierwsze jednostki brygady dotarły na Przełęcz Tatarską w okolicach Tatarowa, kolejne dołączyły do nich nocą. Wczesnym rankiem 19 września siły 10 Brygady Kawalerii przekroczyły granicę jako zwarta jednostka, w porządku bojowym, wraz ze sztandarami oraz kilkoma wciąż nadającymi się do akcji tankietkami, na czele z płk. dypl. Stanisławem Maczkiem.
Nie jest jasne ilu żołnierzy i oficerów przekroczyło granicę. Wkrótce po zakończeniu kampanii wrześniowej płk Maczek oceniał, że na Węgry udało się ok. 100 oficerów i ok. 2000 szeregowych, w wydanych w 1961 roku wspomnieniach Od podwody do czołga pisał jednak, że w toku walk stan brygady stopniał do ok. 1500 żołnierzy. Z kolei Franciszek Skibiński oceniał po wojnie, że granicę przekroczyło ok. 60 procent oryginalnego stanu osobowego jednostki, który wynosił ok. 3000 osób.
Po przekroczeniu linii granicznej, brygada przez wojska węgierskie została skierowana do Beregszasz. Początkowo jej żołnierze i oficerowie wierzyli, że będą mogli bez przeszkód przedostać się wraz ze sprzętem do Francji, jednak po pertraktacjach z dowództwem lokalnej 7 Brygady Honvedów, przedstawicielami poselstwa RP w Budapeszcie oraz najwyższym stopniem polskim oficerem przebywającym w tym mieście, generałem Bolesławem  Jatelnickim ostatecznie płk Maczek zgodził się na rozbrojenie podległych sobie wojsk i internowanie żołnierzy zgodnie z warunkami stanowionymi przez prawo międzynarodowe. Jednocześnie uzyskał ciche zapewnienie od władz węgierskich, że nie będą one przeciwstawiały się przedostaniu się przez polskich żołnierzy do Francji, o ile ewakuacja zostanie przeprowadzona bez rozgłosu i w niewielkich grupach.
Po złożeniu broni pułki zachowały po kilka samochodów, kuchnie polowe, magazyny żywności oraz wyposażenie medyczne i kancelarii pułkowej, z którymi udały się do miejsc internowania rozsianych po całych Węgrzech. Przykładowo 10. psk został internowany w miejscowości Tapolca nad Balatonem, część oficerów internowano w specjalnym obozie oficerskim na terenie cytadeli w Wyszehradzie.

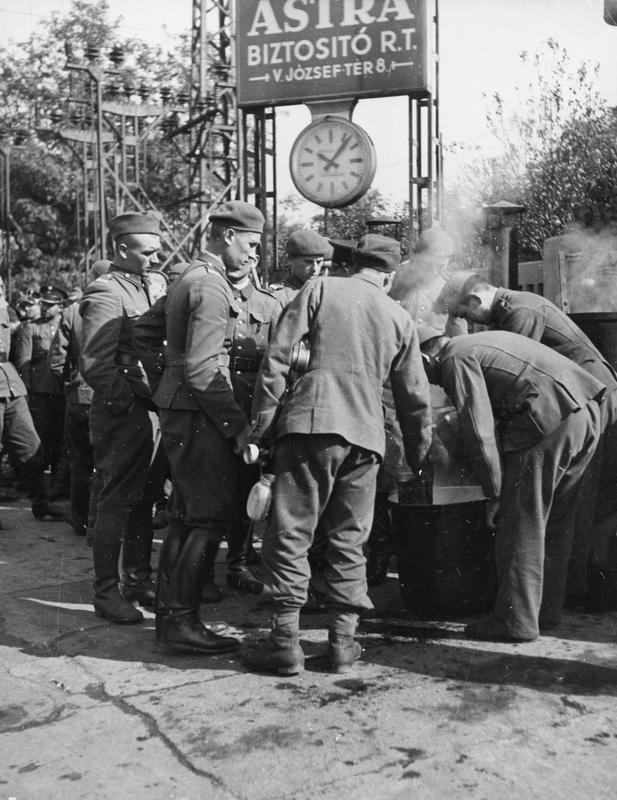
Internowani polscy żołnierze w kolejce do kuchni polowej na budapeszteńskim dworcu Keleti.

Zgodnie z wcześniejszymi ustaleniami z władzami węgierskimi, te faktycznie nie stawiały przeszkód przed ewakuacją polskich żołnierzy do Francji mimo ponawianych protestów Ministerstwa Spraw Zagranicznych III Rzeszy. Tajne Biuro Ewakuacyjne Ewa działające przy poselstwie polskim w Budapeszcie objęło pomocą w dostaniu się do Francji wszystkich wojskowych w wieku od 18 do 42 lat, w pierwszej kolejności wspierając podoficerów, szeregowych i ochotników w wieku do 35 lat oraz podoficerów zawodowych bez względu na wiek. Oficerowie wyżsi stopniem oraz sztabowcy mieli być wywożeni z Węgier jedynie na imienne wezwanie z Paryża. Takie wezwanie otrzymał płk Maczek, który już 22 października 1939 dotarł do Paryża koleją. W kolejnych miesiącach jego śladem podążyło wielu spośród żołnierzy 10 Brygady Kawalerii, część z nich oficjalnie, część wyposażono w fałszywe dokumenty zaniżające ich wiek bądź stwierdzające, że są cywilnymi uchodźcami. Osobną grupę stanowili żołnierze przeszmuglowani przez granicę kilkoma kanałami, m.in. z pomocą właścicieli browaru w miejscowości Denesta, którzy na ten cel udostępnili ciężarówkę do przewozu piwa, w której ukrywani byli polscy żołnierze. Po stronie jugosłowiańskiej pomocą polskim żołnierzom służyła tzw. gwardia Mačka, nieformalna grupa stworzona przez wicepremiera tego kraju, Vladko Mačka, prywatnie dalekiego krewnego płk. Maczka. Z samego tylko 10. psk między 13 a 22 grudnia 1939 ewakuowano do portu w Splicie i dalej do Marsylii 144 podoficerów i strzelców. Jeszcze wiosną 1940 żołnierze 10 Brygady przez Split lub Pireus trafiali do miejsc formowania się Samodzielnej Brygady Strzelców Karpackich w Syrii i Libanie. Jedynie niewielka grupa zgłosiła się do powrotu do okupowanej przez Niemców Polski, a ostatecznie w obozach internowania na terenie Węgier pozostali głównie starsi wiekiem podoficerowie, oraz osoby przewlekle chore, niezdolne do dalszej służby.
Po klęsce w wojnie obronnej 1939, 10 Brygada Kawalerii Pancernej została odtworzona w 1940 we Francji i wzięła udział w kampanii 1940 roku. W Wielkiej Brytanii w 1942, na jej podstawie utworzono 1 Dywizję Pancerną. Dzięki ewakuacji w 1939 roku 10 pułk strzelców konnych i 24 pułk ułanów były jedynymi polskimi jednostkami wojskowymi, które do końca II wojny światowej walczyły pod swoimi przedwojennymi sztandarami.
Za zaszczytną służbę podczas kampanii roku 1939 pułkownicy Jerzy Deskur, Kazimierz Dworak oraz Stanisław Maczek zostali odznaczeni Krzyżem Złotym Orderu Wojennego Virtuti Militari, IV klasą najwyższego polskiego odznaczenia wojskowego. Krzyże Srebrne otrzymało także 36 oficerów i żołnierzy brygady, w tym dziesięciu pośmiertnie. Za kampanię wrześniową przeszło 300 żołnierzy brygady otrzymało także Krzyż Walecznych, w tym wielu dwukrotnie. W 1984 roku jednostka odznaczona została Gwiazdą Wytrwałości .

## Obsada personalna dowództwa brygady w latach 1921–1939
Dowódcy brygady
- płk kaw. Feliks Dziewicki (1921)
- płk kaw. / gen. bryg. Adam Kiciński (1921 – 15 X 1925 → członek Oficerskiego Trybunału Orzekającego[139])
- płk SG Włodzimierz Tyszkiewicz (15 X 1925 – 31 V 1927 → stan spoczynku[140])
- płk kaw. Ryszard Gieszkowski-Wolff-Plottegg (29 XI 1927[141] – 31 VIII 1929 → stan spoczynku[142])
- płk kaw. Wincenty Jasiewicz (31 III 1930[143] – V 1937 → zastępca dowódcy Nowogródzkiej BK)
- płk dypl. Antoni Durski-Trzaska (V 1937 – 30 X 1938 → dowódca piechoty dywizyjnej 4 DP)
- płk dypl. Stanisław Maczek (30 X 1938 – IX 1939)

Zastępcy dowódcy brygady
- płk dypl. Stanisław Rola-Arciszewski
- płk kaw. Leonard Michalski (26 VIII – IX 1939)

Szefowie sztabu
- rtm Józef II Pająk (p.o. do I 1924[144])
- mjr kaw. Mieczysław Kudelski (p.o. I[144] – VI 1924)
- rtm. dypl. Stanisław Kostkiewicz (VI 1930[145] – XII 1932[146])
- rtm. dypl. Mieczysław Łubieński (XII 1932[146] – XI 1933[147])
- mjr dypl. kaw. Aleksander Niedziński (XI 1933[147] – XII 1934[148])
- rtm dypl. Zygmunt Dobrowolski
- rtm. / mjr dypl. kaw. Franciszek Skibiński (1935 – IX 1939)

Oficerowie sztabu
- por. kaw. Tadeusz Klepacki – I oficer sztabu (1923)
- por. kaw. Stanisław Jan Wołoszyn-Broczyński – II oficer sztabu (1923)
- rtm. dr Kazimierz Kajetan Turyczyn (p.o. 1924)
- por. kaw. Tadeusz Leonard Jaworski (od IX 1930[149])
- rtm. dypl. Michał Gulcz - I oficer sztabu (1 XI 1934[150] - 1937)
- rtm. dypl. Bohdan Mincer – I oficer sztabu (1937–1939)

Obsada personalna i struktura organizacyjna w marcu 1939 roku
- dowódca brygady – płk dypl. piech. Stanisław Maczek
- szef sztabu – mjr dypl. kaw. Franciszek Skibiński
- I oficer sztabu – rtm. Bohdan Mincer
- II oficer sztabu – rtm. Ludwik Michał Ferenstein
- dowódca łączności – mjr łączn. Jan Grajkowski
- oficer techniczny – mjr br. panc. Demetriusz Tadeusz Radziewanowski[u]
- oficer intendentury – kpt. int. Stefan Konicki[154]
- szef służby zdrowia – mjr lek. dr Władysław I Pawłowicz[v]
- dowódca plutonu regulacji – por. Anatol Pieregorodzki

## Organizacja pokojowa 10 BK w latach 1937–1939
- Dowództwo 10 Brygady Kawalerii w Rzeszowie
- Szwadron Łączności w Rzeszowie
- Pluton Regulacji Ruchu w Rzeszowie
- Dywizjon Przeciwpancerny 10 Brygady Kawalerii w Rzeszowie
- Dywizjon Rozpoznawczy 10 Brygady Kawalerii w Rzeszowie
- 24 Pułk Ułanów w Kraśniku
- 10 Pułk Strzelców Konnych w Łańcucie

## Organizacja wojenna i obsada personalna 10 BK we wrześniu 1939 roku
Kwatera Główna 10 Brygady Kawalerii (zmobilizowane w Rzeszowie)
- dowódca brygady – płk dypl. piech. Stanisław Maczek
- zastępca dowódcy – płk kaw. Leonard Michalski
- szef sztabu – mjr dypl. kaw. Franciszek Skibiński
- oficer operacyjny – rtm. dypl. Bohdan Mincer
- oficer operacyjny – kpt. dypl. br. panc. Ludwik Antoni Stankiewicz
- oficer szyfrowy – rtm. adm. (kaw.) Stefan Ignacy Cichocki
- kierownik kancelarii – rtm. Ludwik Michał Ferenstein
- szef kancelarii – st. wachm. Stanisław Szczepański
- kwatermistrz – rtm. dypl. Stanisław Maleszewski
- szef służby intendentury – kpt. int. Stefan Konicki
- szef służby zdrowia – mjr lek. dr Władysław I Pawłowicz
- oficer techniczny – mjr br. panc. Edward Karkoz
- oficer łącznikowy – por. Stanisław Ziółkowski
- oficer łącznikowy – ppor. rez. Zygmunt Kłodziński
- oficer łącznikowy – ppor. rez. Jerzy Wąsowicz

Oddziały i pododdziały
- Kwatera Główna (zmobilizowana przez dowództwo 10 BK w Rzeszowie) – komendant rtm. st. sp. Adam Lipski
- pluton regulacji ruchu (zmobilizowany przez dywizjon przeciwpancerny w Rzeszowie) – dowódca rtm. Anatol Pieregorodzki
- szwadron łączności (zmobilizowany przez dywizjon przeciwpancerny w Rzeszowie) – dowódca kpt. Stanisław Jakub Gontek
- 24 pułk ułanów (zmobilizowany w Kraśniku) – dowódca płk dypl. Kazimierz Dworak
- 10 pułk strzelców konnych (zmobilizowany w Łańcucie) – dowódca ppłk dypl. Janusz Bokszczanin
- dywizjon rozpoznawczy 10 Brygady Kawalerii – dowódca mjr Ksawery Święcicki
- dywizjon przeciwpancerny 10 Brygady Kawalerii (zmobilizowany w Rzeszowie) – dowódca[w] ppłk Zygmunt Moszczeński
- 16 dywizjon artylerii motorowej (zmobilizowany przez 1 pułk artylerii motorowej w Stryju) – dowódca mjr Kazimierz Żmudziński
- 90 zmotoryzowany batalion saperów (zmobilizowany przez 4 pułk saperów w Przemyślu) – dowódca mjr Jan Dorantt
- 71 bateria motorowa artylerii przeciwlotniczej (zmobilizowana przez 6 dywizjon artylerii przeciwlotniczej we Lwowie) – dowódca por. Roman Zwil
- 121 kompania czołgów lekkich (16 czołgów Vickers E) (zmobilizowana przez 2 batalion pancerny w Żurawicy) – dowódca por. Stanisław Raczkowski
- 101 kompania czołgów rozpoznawczych (13 czołgów rozpoznawczych typu TKS) (zmobilizowana przez 2 batalion pancerny w Żurawicy) – dowódca por. Zdzisław Ziemski

Służby
- pluton żandarmerii (improwizowany)[x] – p.o. dowódcy st. sierż. Sylwester Jackowski
- tabory – dowódca mjr Stanisław Maniak
- kolumna samochodów ciężarowych nr 551 (typ I, lekka) (zmobilizowana przez 5 batalion pancerny w Krakowie) – dowódca ppor. rez. Tadeusz Spychalski
- motorowy park intendentury (zmobilizowany przez Składnicę Materiału Intendenckiego Nr 10 w Przemyślu[157]) – komendant ppor. rez. Stanisław Bobra
- motorowy pluton parkowy uzbrojenia nr 671 (zmobilizowany przez 1 pamot w Stryju[158])
- poczta polowa nr 104 (zmobilizowana przez Dyrekcję Okręgu Poczt i Telegrafów Lwów w oparciu o Urząd Poczt i Telegrafów w Przemyślu[159])

## Ośrodek Zapasowy Kawalerii Zmotoryzowanej
Ośrodek Zapasowy Kawalerii Zmotoryzowanej nie występował w organizacji pokojowej Wojska Polskiego. Został zmobilizowany zgodnie z planem „W”, w Łańcucie, w I rzucie mobilizacji powszechnej. Formowanie miało się rozpocząć pierwszego dnia mobilizacji powszechnej (31 sierpnia 1939 roku), a zakończyć szóstego dnia mobilizacji (5 września). Jednostką mobilizującą był 10 Pułk Strzelców Konnych. Pod względem ewidencyjnym do ośrodka należały wszystkie jednostki mobilizowane przez jednostki 10 BK.
Obsada personalna ośrodka:
- dowódca – ppłk kaw. Jarosław Michał Kaczyński
- kwatermistrz – rtm. Jerzy Liehr
- adiutant – por. kaw. Bolesław Józef Cwakliński (1906 – † 1940 Charków)
- oficer techniczny – kpt. br. panc. Józef Weczera z 5 bpanc

## Tymczasowa organizacja 10 BK na stopie wojennej

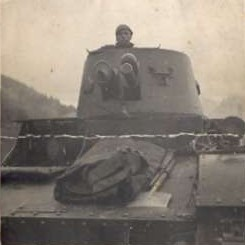
Polski Vickers E typ B

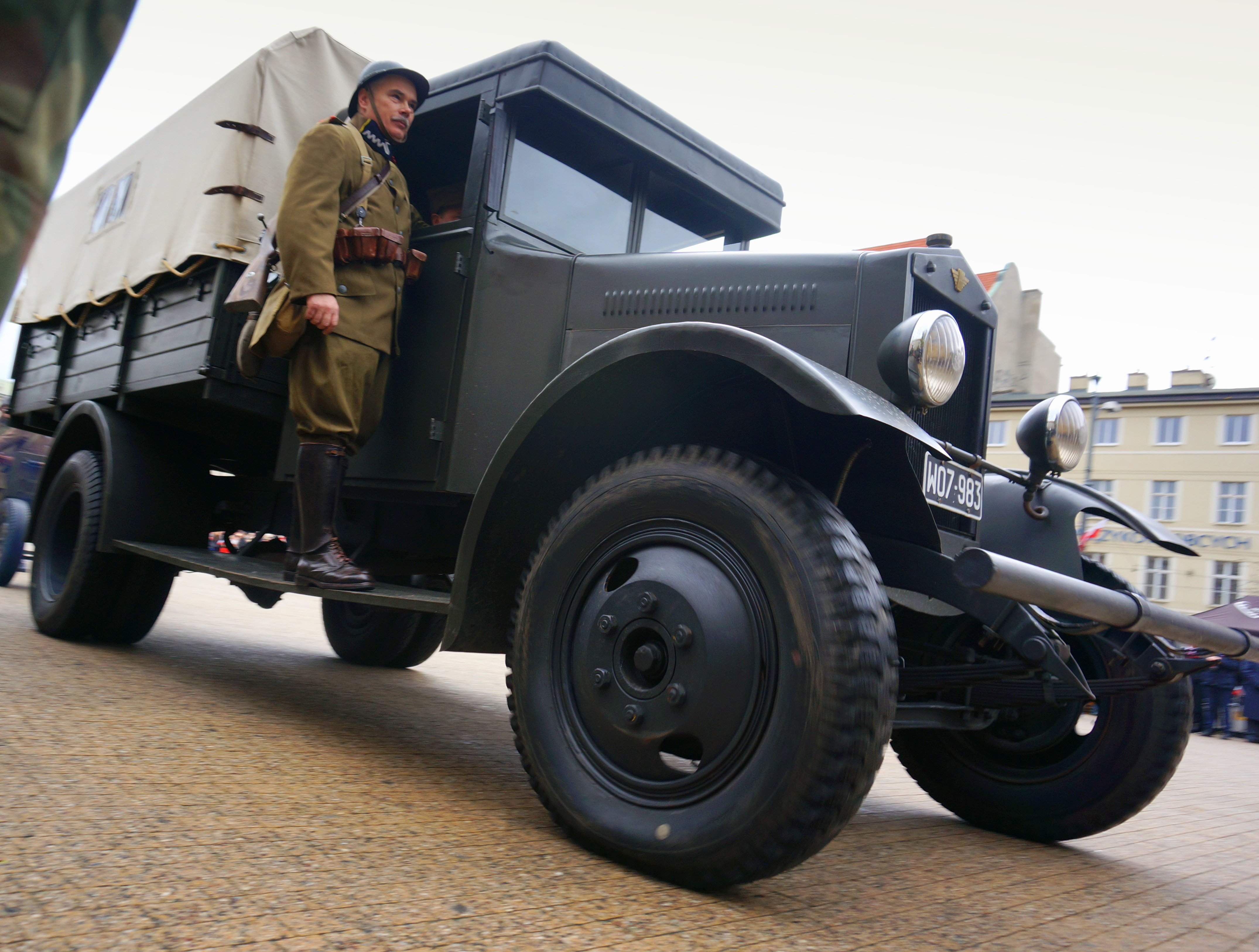
Najliczniej występującym samochodem użytkowym w Wojsku Polskim był Polski Fiat 621, dwuipółtonowa ciężarówka wykorzystywana w wielu wersjach zabudowy. Zdjęcie współczesne.

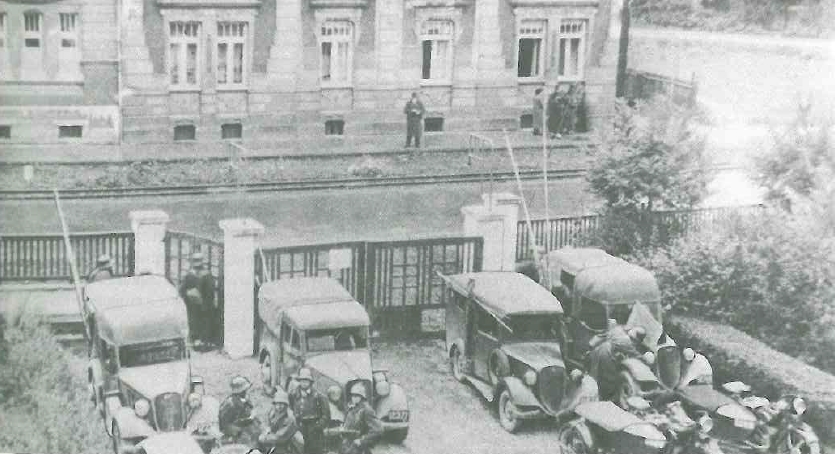
Szwadron łączności brygady posiadał na wyposażeniu cztery samochody specjalne wyposażone w radiostacje. Na zdjęciu samochody Polski Fiat 508/518 w różnych wersjach zabudowy oraz samochód Polski Fiat 508 III (drugi od prawej).

24 grudnia 1938 roku została zatwierdzona tymczasowa organizacja wojenna 10 BK na stopie wojennej:
- dowództwo z plutonem sanitarnym i szwadronem gospodarczym

11 oficerów i 55 szeregowych, 9 pistoletów, 2 ckm, 55 karabinów, 6 samochodów osobowych i terenowych, 2 samochody specjalne, 5 samochodów ciężarowych, 2 przyczepki i 7 motocykli;
- pluton regulacji ruchu

1 oficer i 29 szeregowych, 1 pistolet, 25 karabinów, 5 samochodów ciężarowych, 8 motocykli;
- szwadron łączności

3 oficerów i 84 szeregowych, 3 pistolety, 81 karabinów, 1 samochód osobowy, 4 samochody specjalne, 10 samochodów ciężarowych, 1 przyczepka, 8 motocykli;
- 10 pułk strzelców konnych

34 oficerów i 940 szeregowych, 137 pistoletów, 4 pistolety maszynowe, 781 karabinów, 43 rkm, 20 ckm, 12 karabinów przeciwpancernych, 2 moździerze 81 mm, 3 armaty przeciwpancerne 37 mm, 20 samochodów osobowych i terenowych, 6 samochodów specjalnych, 56 samochodów ciężarowych, 3 ciągniki, 20 przyczepek i 66 motocykli;
- 24 pułk ułanów

34 oficerów i 940 szeregowych, 137 pistoletów, 4 pistolety maszynowe, 781 karabinów, 43 rkm, 20 ckm, 12 karabinów przeciwpancernych, 2 moździerze 81 mm, 3 armaty przeciwpancerne 37 mm, 20 samochodów osobowych i terenowych, 6 samochodów specjalnych, 56 samochodów ciężarowych, 3 ciągniki, 20 przyczepek i 66 motocykli;
- dywizjon rozpoznawczy

15 oficerów i 363 szeregowych, 69 pistoletów, 287 karabinów, 16 rkm, 3 ckm, 3 karabiny przeciwpancerne, 13 czołgów rozpoznawczych, 6 armat przeciwpancernych 37 mm, 9 samochodów osobowych i terenowych, 9 samochodów specjalnych, 23 samochody ciężarowe, 6 ciągników, 9 przyczepek i 52 motocykle;
- dywizjon przeciwpancerny

12 oficerów i 241 szeregowych, 63 pistolety, 173 karabiny, 18 armat przeciwpancernych 37 mm, 5 samochodów osobowych i terenowych, 4 samochody specjalne, 16 samochodów ciężarowych, 18 ciągników, 4 przyczepki i 20 motocykli;
- Ośrodek Zapasowy 10 BK

15 oficerów i 81 szeregowców
- dywizjon artylerii zmotoryzowanej

21 oficerów, 394 szeregowych, 35 pistoletów, 5 ręcznych karabinów maszynowych, 2 ciężkie karabiny maszynowe, 369 karabinków, 4 haubice kalibru 100 mm, 4 armaty kalibru 75 mm, 7 samochodów osobowych i terenowych, 32 samochody ciężarowe, 12 samochodów łączności, 8 ciągników, 9 motocykli;
- batalion saperów złożony z kompanii zaporowej i kompanii przeprawowej

24 oficerów i 424 szeregowych wyposażonych w 3 samochody osobowe, 16 samochodów ciężarowych, 4 samochody półciężarowe, 3 samochody łączności, 4 ciągniki, 3 motocykle;
- bateria motorowa artylerii przeciwlotniczej

6 oficerów i 163 szeregowych wyposażonych w 4 armaty przeciwlotnicze kalibru 40 mm wz. 36, 1 samochód osobowy, 1 samochód łączności, 15 samochodów ciężarowych, 8 ciągników, 6 motocykli;
- kompania czołgów lekkich złożona z 3 plutonów po 5 wozów oraz wozu dowódcy

4 oficerów i 110 szeregowych wyposażonych w 16 czołgów Vickers E (w tym 6 uzbrojonych tylko w ckm), 1 samochód osobowy, 8 samochodów ciężarowych, 3 terenowe samochody półgąsienicowe, 9 motocykli;
- kompania czołgów rozpoznawczych złożona z 2 plutonów po 6 wozów oraz wozu dowódcy

3 oficerów i 50 szeregowych wyposażonych w 13 czołgów rozpoznawczych TKS, 1 samochód terenowy, 1 samochód łączności, 2 samochody ciężarowe, 5 motocykli;
- 1 kolumna transportowa

2 oficerów i 67 szeregowych, 1 samochód osobowy, 2 motocykle, 21 samochodów ciężarowych, 1 cysterna;
- 2 kolumna transportowa

2 oficerów i 67 szeregowych, 1 samochód osobowy, 2 motocykle, 21 samochodów ciężarowych, 1 cysterna;
- kolumna benzynowa

2 oficerów i 67 szeregowych, 1 samochód osobowy, 2 motocykle, 21 cystern, 1 samochód ciężarowy;
- warsztat naprawczy

1 oficer i 29 szeregowych wyposażonych w 2 samochody-warsztaty, 4 samochody ciężarowe, 1 motocykl.
Stan etatowy liczył ogółem 4294 żołnierzy, w tym 190 oficerów, 4104 szeregowych.

Na uzbrojeniu i wyposażeniu miało się znajdować:
- 790 pojazdów, w tym 77 osobowych i terenowych, 48 specjalnych, 307 ciężarowych, 14 półciężarowych, 2 warsztatowych, 3 półgąsienicowe, 23 cysterny, 50 ciągników i 266 motocykli
- 45 czołgów, w tym 16 lekkich Vickers E, 3 działa samobieżne i 26 rozpoznawczych,
- 12 dział, w tym 4 haubice 100 mm, 4 armaty 75 mm i 4 armaty przeciwlotnicze 40 mm
- 31 egzemplarzy broni towarzyszącej, w tym 27 armat przeciwpancernych 37 mm i 4 moździerze
- około 4380 egzemplarzy broni strzeleckiej, w tym około 4200 pistoletów i karabinów, 8 pistoletów maszynowych, 43 ciężkich karabinów maszynowych, 102 ręcznych karabinów maszynowych i 27 karabinów przeciwpancernych.

### Wydawnictwa książkowe
- Jan Ciałowicz, Polsko-francuski sojusz wojskowy 1921–1939, Warszawa: Państwowe Wydawn. Naukowe, 1971, OCLC 38984111 (pol.).
- Andrzej Jezierski, Cecylia Leszczyńska, Historia gospodarcza Polski, wyd. 3., popr. i uzup., Warszawa: Key Text, 2003, ISBN 978-83-87251-71-0, OCLC 61388315 (pol.).
- Krzysztof Komorowski (red.), Boje polskie 1939–1945: przewodnik encyklopedyczny, Warszawa: Bellona, 2009, ISBN 978-83-11-10357-3, OCLC 503582437 [dostęp 2016-04-16] (pol.).
- Eugeniusz J. Kozłowski, Wojsko Polskie, 1936–1939; próby modernizacji i rozbudowy, Warszawa: Wydawnictwo Ministerstwa Obrony Narodowej, 1964, OCLC 14264525 (pol.).
- John Lambshead, Germany Strikes!: Early War in Europe, Alessio Cavatore, Rick Priestley (red.), Oxford: Osprey Publishing, 2015, ISBN 978-1-4728-0741-0, OCLC 894307293 (ang.).
- Cezary Leżeński, Lesław Kukawski, O kawalerii polskiej XX wieku, Wrocław: Zakład Narodowy im. Ossolińskich, 1991, ISBN 978-83-04-03364-1.
- Stanisław Maczek, Od podwody do czołga: wspomnienia wojenne 1918–1945, wyd. I krajowe, Wrocław-Warszawa-Kraków: Zakład Narodowy im. Ossolińskich, 1990, ISBN 978-83-04-03659-8 (pol.).
- Jerzy Majka, Brygada motorowa płk. Maczka: 10. Brygada Kawalerii 1937–1939, Libra, 2004, ISBN 978-83-89183-08-8 [dostęp 2016-03-25] (pol.).
- Evan McGilvray, Marsz czarnych diabłów: odyseja dywizji pancernej generała Maczka, Jarosław Kotarski (tłum.), wyd. I, Poznań: Rebis, 2006, ISBN 978-83-7301-893-8 (pol.).
- Stefan Melak, Gwiazda Wytrwałości: usque ad finem, Warszawa: Wydawnictwo Krąg Pamięci Narodowej, 1997, ISBN 978-83-01-06604-8.
- Samuel W. Mitcham, The rise of the Wehrmacht: the German armed forces and World War II, Westport, Connecticut: Praeger Security International, 2008, ISBN 978-0-275-99641-3 (ang.).
- Leon Mitkiewicz, Kawaleria samodzielna Rzeczypospolitej Polski w wojnie 1939 roku, Toronto: Zwiạzek Kawalerzystów i Artylerzystów Konnych, 1964, OCLC 67901460 (pol.).
- Leszek Moczulski, Wojna polska, Warszawa: Bellona, 2009, ISBN 978-83-11-11584-2 (pol.).
- Eugeniusz Piotr Nowak, Dywizjon Rozpoznawczy 10 Brygady Kawalerii 1938–1939, Kraków: Tow. Sympatyków Historii, 1999, ISBN 978-83-912784-0-6, OCLC 56214353 (pol.).
- Michael Alfred Peszke, Battle for Warsaw, 1939–1944, seria East European monographs, no. 427, Boulder; New York: Distributed by Columbia University Press, 1995, ISBN 978-0-88033-324-5 (ang.).
- David Porter, Pojazdy pancerne Aliantów; 1939–1945, Michael Spilling (red.), Przemysław Pyś (tłum.), Warszawa: Bellona, 2010, ISBN 978-83-11-11695-5, OCLC 833577941.
- Franciszek Skibiński, Pierwsza pancerna, Zdzisław Topolewski (ilustr.), wyd. I, Warszawa: Czytelnik, 1959a, OCLC 5888942 (pol.).
- Kazimierz Sosnkowski, Cieniom września, Warszawa: Wydawn. Ministerstwa Obrony Narodowej, 1988, ISBN 978-83-11-07627-3, OCLC 20793212 (pol.).
- Władysław Steblik, Armia «Kraków» 1939, Konrad Bugajak, Marian Krwawicz (red.), wyd. 2 popr. i uzup., Warszawa: Wydawnictwo Ministerstwa Obrony Narodowej, 1989, ISBN 978-83-11-07434-7, OCLC 749823852 (pol.).
- Rajmund Szubański, Polska broń pancerna w 1939 roku, Warszawa: Wydawn. Ministerstwa Obrony Narodowej, 1982, ISBN 978-83-11-06771-4 (pol.).
- Kacper Śledziński, Czarna kawaleria: bojowy szlak pancernych Maczka, Kraków: Znak, 2011, ISBN 978-83-240-1607-5 (pol.).
- Stefan Rowecki, Stefan Rowecki: wspomnienia i notatki autobiograficzne, 1906-1939, Warszawa: Czytelnik, 1988, ISBN 978-83-07-01547-7 (pol.).
- Ryszard Rybka, Kamil Stepan, Najlepsza broń. Plan mobilizacyjny „W” i jego ewolucja, Warszawa: Oficyna Wydawnicza „Adiutor”, 2010, ISBN 978-83-86100-83-5, OCLC 674626774.
- Wojciech Włodarkiewicz, Lwów 1939, Bogusław Brodecki (red.), Seria Historyczne bitwy, Warszawa: Dom Wydawniczy Bellona, 2003, ISBN 978-83-11-09619-6, OCLC 52567547 (pol.).
- Jan Wróblewski: Armia „Prusy” 1939. Warszawa: Wydawnictwo Ministerstwa Obrony Narodowej, 1986. ISBN 83-11-07212-4.
- Lech Wyszczelski, Polska myśl wojskowa 1918–1939. Wybór dokumentów, Warszawa: Krajowa Agencja Wydawnicza, 1987, ISBN 83-03-02012-9.
- Steven Zaloga, The Polish army 1939–1945, Martin Windrow (red.), Richard Hook (ilustr.), seria Men-at-Arms, 117, Oxford: Osprey Publishing, 2001, ISBN 978-0-85045-417-8, OCLC 749745529 (ang.).
- Steven Zaloga, Poland 1939: the birth of Blitzkrieg, Lee Johnson (red.), Howard Gerrard (ilustr.), wyd. I (reprint), Oxford: Osprey, 2003, ISBN 978-1-84176-408-5 (ang.).
- Komisja Historyczna Polskiego Sztabu Głównego w Londynie (autor korporatywny), Polskie siły zbrojne w drugiej wojnie światowej, T. 1, Cz. 3, Kampania wrześniowa 1939. Przebieg działań od 9 do 14 września, Londyn: Inst. Historyczny im. Gen. Sikorskiego, 1959, OCLC 10581226.
- MTNŁ (autor korporatywny), Żołnierze Generała Maczka, Łódź: Muzeum Tradycji Niepodległościowych, 2010.
- Ryszard Rybka, Kamil Stepan: Rocznik oficerski 1939. Stan na dzień 23 marca 1939. T. 29. Kraków: Fundacja Centrum Dokumentacji Czynu Niepodległościowego. Biblioteka Jagiellońska, 2006. ISBN 83-7188-899-6.
- Dziennik Personalny Ministerstwa Spraw Wojskowych. [dostęp 2016-02-15].

### Wydawnictwa ciągłe
- Zenon Jóźwiak, Ewakuacja i internowanie 10. pułku strzelców konnych na Węgrzech w 1939 r., „Zeszyty Historyczne”, T. 12: Si vis pacem, para bellum: bezpieczeństwo i polityka Polski, Częstochowa, Włocławek: Wydawnictwo Akademii im. Jana Długosza w Częstochowie; Wydawnictwo Państwowej Wyższej Szkoły Zawodowej we Włocławku, 2013, s. 227-236, ISBN 978-83-7455-329-2, ISSN 1898-4630 [dostęp 2016-04-01]. typ?
- Marian Porwit, The «Cracow» Army's Combat Effort in the 1939 Defence War in Poland, Witold Biegański (red.), Piotr Goc (tłum.), „Historia Militaris Polonica”, Warszawa: Wojskowy Instytut Historyczny, 1977, s. 49–89, OCLC 15387673 (ang.). typ?
- Stanisław Portalski (red.), Doktoraty H.C. dla pp. generałów S. Maczka i K. Rudnickiego, „Rocznik Polskiego Towarzystwa Naukowego na Obczyźnie”, R. XXX, London: Polska Fundacja Kulturalna; Polskie Towarzystwo Naukowe na Obczyźnie, 1987, s. 23-26 (pol.).
- Franciszek Skibiński, 10 Brygada Kawalerii w kampanii wrześniowej. Wspomnienia szefa sztabu, cz. 1, „Wojskowy Przegląd Historyczny”, 1 (10), Warszawa 1959b.
- Edward Szturm de Sztrem, Stefan Szulc (red.), Mały rocznik statystyczny 1938, R. 9, Warszawa: Główny Urząd Statystyczny Rzeczypospolitej Polskiej, 1938, OCLC 14700372 [dostęp 2016-04-18].
- Juliusz Tym. Pierwsze ćwiczenia wspólne, międzybrygadowe i międzydywizyjne zmotoryzowanej 10 Brygady Kawalerii. „Przegląd Historyczno-Wojskowy”. 3 (218), s. 41-78, 2007. Warszawa: Wojskowe Biuro Badań Historycznych. ISSN 1640-6281.
- Zbigniew Wawer, Bogusław Kubisz, Pancerny walec, „Mówią Wieki”, 9 (596), 3 września 2009, s. 10–13, ISSN 1230-4018 [dostęp 2016-04-16].
- Paweł Piotr Wieczorkiewicz, Wrzesień 1939 – próba nowego spojrzenia, „Mówią Wieki”, Stefan Meller, 513 (9), 2002, s. 24-30, ISSN 1230-4018.
- Rozporządzenia Ministra Spraw Wojskowych, „Dziennik Personalny Ministerstwa Spraw Wojskowych”, 106, Rok VI, Warszawa: Ministerstwo Spraw Wojskowych, 15 października 1925, s. 569–572, OCLC 177006778 [dostęp 2016-04-14].
- Rozporządzenia Prezydenta Rzeczypospolitej, „Dziennik Personalny Ministerstwa Spraw Wojskowych”, 9, Rok VIII, Warszawa: Ministerstwo Spraw Wojskowych, 17 marca 1927, s. 69–71, OCLC 177006778 [dostęp 2016-04-14].
- Zarządzenia Ministra Spraw Wojskowych, „Dziennik Personalny Ministerstwa Spraw Wojskowych”, 27, Rok VIII, Warszawa: Ministerstwo Spraw Wojskowych, 29 listopada 1927, s. 342–356, OCLC 177006778 [dostęp 2016-04-14].
- Zarządzenia Prezydenta Rzeczypospolitej, „Dziennik Personalny Ministerstwa Spraw Wojskowych”, 4, Rok X, Warszawa: Ministerstwo Spraw Wojskowych, 14 lutego 1929, s. 69–75, OCLC 177006778 [dostęp 2016-04-14].
- Zarządzenia Ministra Spraw Wojskowych, „Dziennik Personalny Ministerstwa Spraw Wojskowych”, 8, Rok XI, Warszawa: Ministerstwo Spraw Wojskowych, 31 marca 1930, s. 99–126, OCLC 177006778 [dostęp 2016-04-14].